# Sibanye-Stillwater
Sibanye-Stillwater — южноафриканская горнодобывающая компания, ведущая добычу золота и металлов платиновой группы (МПГ) в ЮАР и США.
Компания является крупнейшим в мире первичным производителем платины и родия, одним из крупнейших производителей палладия и ведущим переработчиком отработанных материалов каталитических нейтрализаторов. В 2022 году было произведено 1,7 млн унций металлов платиновой группы и 621 тыс. унций золота.
В штате компании 84 521 человек (включая сотрудников компаний-подрядчиков), в основном в Южной Африке. Таким образом, Sibanye-Stillwater является одним из четырёх крупнейших работодателей частного сектора в Южной Африке и крупнейшим промышленным работодателем в штате Монтана.

## История
В 2012 году Gold Fields отделила часть активов в самостоятельную компанию, названную Sibanye Gold, эти активы включали урановые рудники KDC (ранее Kloof) в провинции Гаутенг (ЮАР) и золотодобывающие шахты Beatrix в провинции Фри-Стейт (ЮАР), а также вспомогательные предприятия в Южной Африке.
В апреле 2016 года компания приобрела Aquarius Platinum, зарегистрированную на Бермудах компанию, владевшую рудниками в ЮАР и Зимбабве.
30 августа 2017 года, после покупки расположенной в Монтане (США) шахты Стиллуотер, Sibanye Gold Limited сменила название на Sibanye-Stillwater и реорганизовала свою деятельность по двум регионам — Южная Африка и Соединенные Штаты.
В январе 2018 года отключение электроэнергии, вызванное плохой погодой, привело к тому, что почти 1000 шахтеров оказались в ловушке под землей. Это произошло на золотом руднике Beatrix в ЮАР. Некоторые из попавших в ловушку шахтеров были спасены в день инцидента, а остальные 955 были спасены примерно через 30 часов, когда было восстановлено питание одного из лифтов.
В июне 2019 года Sibanye-Stillwater приобрела британскую компанию Lonmin, крупного производителя МПГ с операциями в Бушвелдском комплексе (ЮАР).

## Деятельность
По состоянию на 2022 год деятельность компании включала:
- платина — 13 % выручки,
- паллалий — 31 % выручки,
- родий — 34 % выручки,
- золото — 14 % выручки,
- никель — 3 % выручки.

В ЮАР ведётся добыча золота (шахты Beatrix, Cooke, Driefontein, Kloof, Burnstone) и металлов платиновой группы (шахты Kroondal, Rustenburg, Marikana, Messina).
В США имеются две шахты по добыче металлов платиновой группы (Stillwater и East Boulder), а также предприятия по переработке изделий из таких металлов (катализаторов из выхлопных систем).
В других регионах имеются предприятие по производству никеля во Франции, проект завода по производству лития в Финляндии, геологоразведка в Австралии (цинк) и Аргентине (медь).
В списке крупнейших публичных компаний мира Forbes Global 2000 за 2023 год Sibanye Stillwater заняла 1559-е место.
Крупнейшим акционером является пенсионный фонд госслужащих ЮАР Public Investment Corporation (15,3 %).